# 京阪50型電車
京阪50型電車（けいはん50がたでんしゃ）は、かつて京阪電気鉄道の京津線で使用されていた電車（路面電車車両）の一形式である。

## 沿革
1932年（昭和7年）7月に1次車として51が大阪鉄工所（現・日立造船）で、52 - 54が田中車輛（現・近畿車輛）で製造され、1933年（昭和8年）2月1日に2次車として55が田中車輛で、56 - 58が日本車輌製造で製造された。台車は電動貨車から流用した高床式のものを履いた反面、逢坂山トンネルや急カーブに対応するため幅を詰めたことで、前面は高さの割に幅が狭く、また中央窓が左右の窓に比べて上下、左右ともに大きい独特のデザインとなった。1次車は濃緑色1色の塗装で登場したが、2次車は上半分クリーム色、下半分がコバルトブルーという京阪線の1000型・1100型に近い塗装となった。後に1次車は上半分だけを2次車と同じクリーム色に変更した後、2次車と同じ塗装に統一された。
1次車の51 - 54は種車より流用した直流直巻電動機を搭載、発電制動を備える。2次車の55 - 58（55・56は初代）は日本初の直流複巻電動機（東洋電機製造TDK-582-A）を用いた回生制動付き車両であった。ただし、当時の技術では下り勾配での減速時にしか回生制動が使用できず、また直接式制御だったために連結運転が不可能だった。
京津線で1934年（昭和9年）4月から運行が開始された急行用として運用され、三条大橋駅 - 浜大津駅間を21分で結んだ。
1949年（昭和24年）8月7日に四宮車庫で発生した火災によって8両全車が被災焼失した。このうち6両はそのまま翌1950年（昭和25年）1月31日付で廃車となったが、焼損度合が軽微であった発電制動仕様の52・54の2両についてはナニワ工機にて車体の修復工事が実施され、東洋電機製造にて修復された電装品を搭載、回生制動仕様車として復旧された。そのため、1950年（昭和25年）4月に竣功した際には54・52の順で55・56（いずれも2代）と改番され、廃車となった回生制動車の車番を継承した。
復旧された55・56はその後も京津線で使用された。戦後の塗装は上半分が濃いクリーム色、下半分が濃緑色であった。80型の導入に伴い、2両とも1968年（昭和43年）12月23日付で廃車となった。

## 主要諸元
※復旧後の55・56のもの。
- 最大寸法（長さ×幅×高さ）：12,200mm×2,326×4,000
- 自重：23.00t
- 定員：70人（座席34人）
- 主電動機：63.4kW×2
- 駆動方式：吊掛式
- 歯車比：59:20